# Silvbergs landskommun
Silvbergs landskommun var en kommun i Kopparbergs län.

## Administrativ historik
Kommunen inrättades i Silvbergs kapellag i Dalarna när 1862 års kommunalförordningar trädde i kraft 1863.  Befolkningen torde då ha uppgått till cirka 1800 personer.
Vid kommunreformen 1952 inkorporerades Silvbergs landskommun kommun i Gustafs landskommun. Befolkningen hade då minskat kraftigt.  
Området ingår sedan 1971 i Säters kommun.

## Kommunvapen
Blasonering: I blått fält ett treberg och däröver en tilltagande måne, båda av silver.
Vapnet antogs 1951 bara ett år innan kommunen upphörde. 

## Politik

### Mandatfördelning i Silvbergs landskommun 1938-1946
| 8 | 8 | 4 |

| 19 |

| 12 | 8 |

| 20 |

| 6 | 8 | 2 | 4 |

| 20 |